# Hermann Habenicht

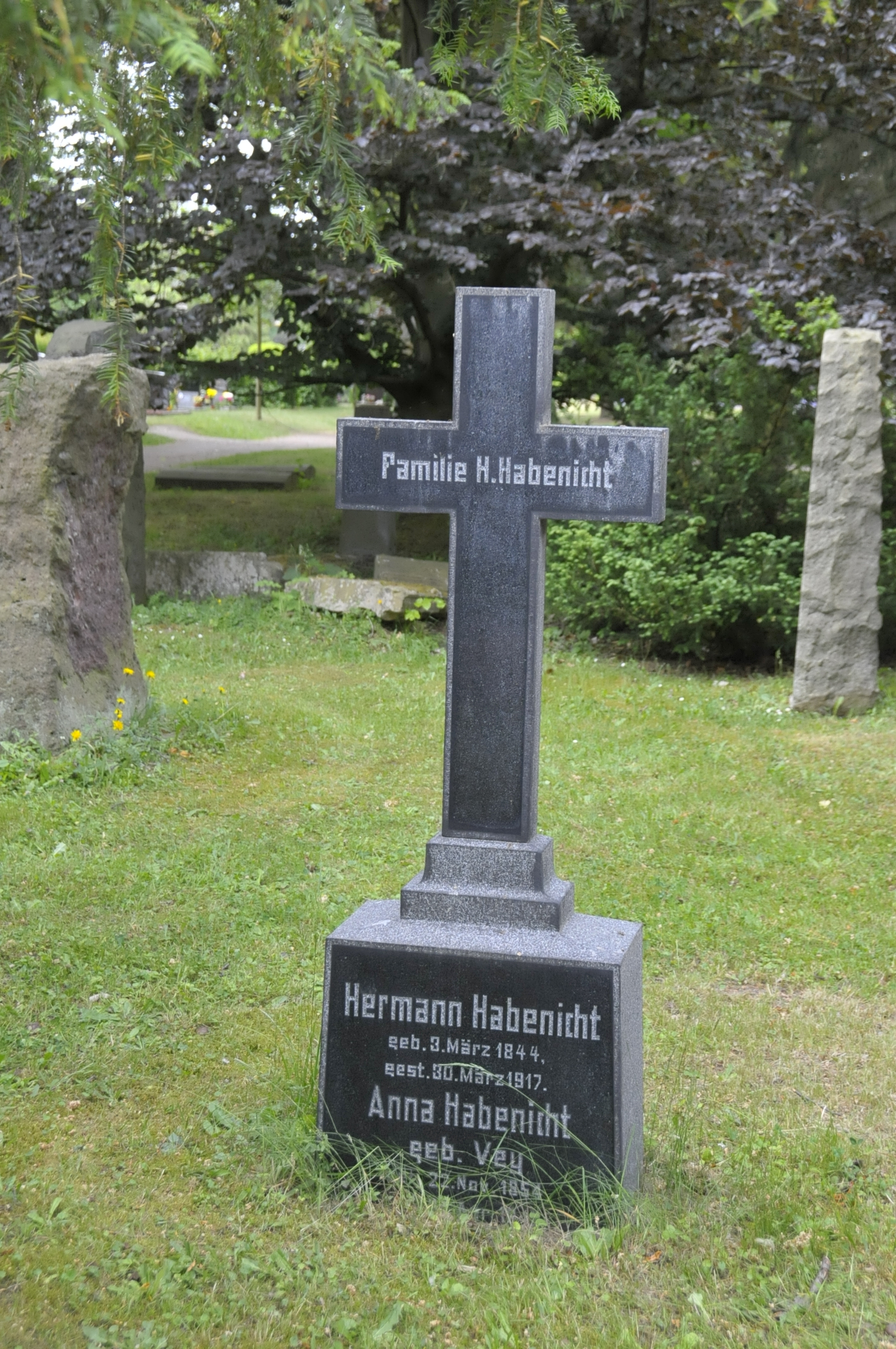
Grabmal von Hermann Habenicht auf dem Hauptfriedhof Gotha

Hermann Habenicht (* 3. März 1844 in Gotha; † 30. März 1917 ebenda) war ein deutscher Kartograph an der Geographischen Anstalt in Gotha.
Habenicht war an der Anstalt vom Lehrbeginn bis zum Eintritt in den Ruhestand 55 Jahre lang tätig. In dieser Zeit hat er sich vom Kartenzeichner zum Initiator und Gestalter von Karten und Atlanten emporgearbeitet.

## Leben
Hermann Habenicht wurde als Sohn eines Porzellanmalers und Modelleurs geboren und besuchte das Gothaer Realgymnasium, wo er schon früh durch sein ausgeprägtes Zeichentalent und seine guten Leistungen dem Lehrpersonal auffiel, das ihn der Kartographischen Anstalt von Justus Perthes als Zeichenlehrling empfahl. 1859, 15-jährig, begann Habenicht seine Ausbildung unter der Leitung des berühmten Kartographen August Petermann. Petermann hatte schon bald die besondere Begabung des jungen Zeichners für die Terrainzeichnung, die Darstellung der Geländeform durch Schraffuren, Linien und Höhenangaben, erkannt und gefördert.
Habenicht erhielt von Petermann den Auftrag, die Reliefdarstellung auf Karten für die wissenschaftlichen Publikationen der Anstalt und insbesondere für „Stielers Hand-Atlas“ auszuführen. Sein Ziel, eine ...wissenschaftlich exakte, künstlerisch vollendete, anschauliche Darstellung der natürlichen Bodengestaltung zu schaffen, hat er insbesondere bei der Bearbeitung der außereuropäischen Gebiete erreicht. Durch sorgfältige vergleichende Auswertung von Karten und geographischer, geomorphologischer und geologischer Literatur gelang ihm auch die Überbrückung von Gebieten mit unzureichenden oder unzuverlässigen Quellen. Habenicht hatte entscheidenden Anteil am Erfolg und guten Ruf der Gothaer Karten im In- und Ausland, da er ausgezeichnete Terrainzeichnungen anfertigte. So war er es auch, der in der zweiten Hälfte des 19. und zu Beginn des 20. Jahrhunderts maßgeblich am Erfolg und Schaffen der „Geographischen Anstalt Justus Perthes“ in Gotha teilhatte.
Die Aktivitäten Habenichts auf dem Gebiet der Schulkartographie, hier besonders seine Methodik zum Aufbau von Schulatlanten, verdienten besondere Anerkennung. Heute noch sind Schulatlanten nach seiner Methode aufgebaut: Die Schüler lernen zuerst ihre Heimat kennen, die in großem Maßstab dargestellt ist, sodann die in kleinerem Maßstab gezeigten fernen Länder und Kontinente.
Erst nach dem Tode von August Petermann, seinem Lehrmeister, im Jahre 1878, bekam Habenicht die Gelegenheit zur vollen Entfaltung seiner Fähigkeiten und zur selbständigen Konzipierung und Gestaltung eigener Kartenwerke. Als erstes musste er die Bearbeitung der 7. Ausgabe (1879–1882) von „Stielers Hand-Atlas“ fortführen, wozu er die Redaktion von etwa einem Drittel der Karten übernahm. Zur selben Zeit wurde die Herausgabe des „Justus Perthes' Elementar-Atlas“ vorbereitet, den er selbst konzipiert und bearbeitet hatte und dessen meiste Karten von ihm selbst entworfen und gezeichnet worden waren. In den Jahren 1882 bis 1884 erschien der Atlas in fünf Auflagen. Im Vergleich zu den Volksschulatlanten anderer Verlage waren die aus dem Hause Perthes großformatiger, mit größeren Maßstäben und einer vereinfachten Terraindarstellung. Zudem lag jedem Atlas eine Heimatkarte im Maßstab 1:500.000 bei. 1887 erschienen im „Atlas zur Heimatkunde des Deutschen Reiches“ sechzig Heimatkarten.
Die völlig neu bearbeitete 21. Auflage des „Justus Perthes Taschen-Atlas“ erschien 1885 mit 24 verkleinerten Karten aus dem seit 1845 in 20 Auflagen erschienen „Stielers Hand-Atlas“, ein Bestseller: Allein in der deutschen Ausgabe wurden bis 1962 94 Auflagen mit 2,5 Millionen Exemplaren erreicht.  Es war ein Kartenwerk, das bis zur 94. Auflage im Jahre 1962 weitgehend in Format, Karteninhalt und -gestaltung unverändert geblieben ist.
Ebenfalls 1885 erschien der erste Druck der von Habenicht entworfenen und gemeinsam mit Richard Lüddecke bearbeiteten „Justus Perthes’ Spezialkarte von Afrika“ in 10 Blättern, Maßstab 1:4.000.000, und zwei Ergänzungsblättern. 1886 war die Karte fertig gestellt.
1888 erschien die 1. Auflage von „Sydow-Wagners Methodischer Schul-Atlas“. Anschließend folgte unter Habenichts Leitung die Bearbeitung der 16 Karten des „Sydow-Habenicht Methodischer Wand-Atlas“ und in den Jahren 1888–1896 die Herausgabe. Zeitgenossen lobten dieses Werk, insbesondere wegen der Eignung der Karten für große Schulräume. Auf dem Geographischen Weltkongress 1891 in Bern stellte die Anstalt zwölf dieser Karten aus.
Habenicht beschäftigte sich in der Anstalt allerdings meistens mit der Bearbeitung von „Stielers Hand-Atlas“. Von der 4. Auflage 1862 bis zur 9. Auflage 1864 hat er mitgearbeitet.
Im Jahre 1897 begann bei Justus Perthes die kartografische Ausbildung und Karriere von Hermann Haack, dessen Lehrmeister zunächst Lüddecke wurde. Nach dessen Tod im Jahr darauf übernahm Habenicht die Lehrmeisterfunktion.

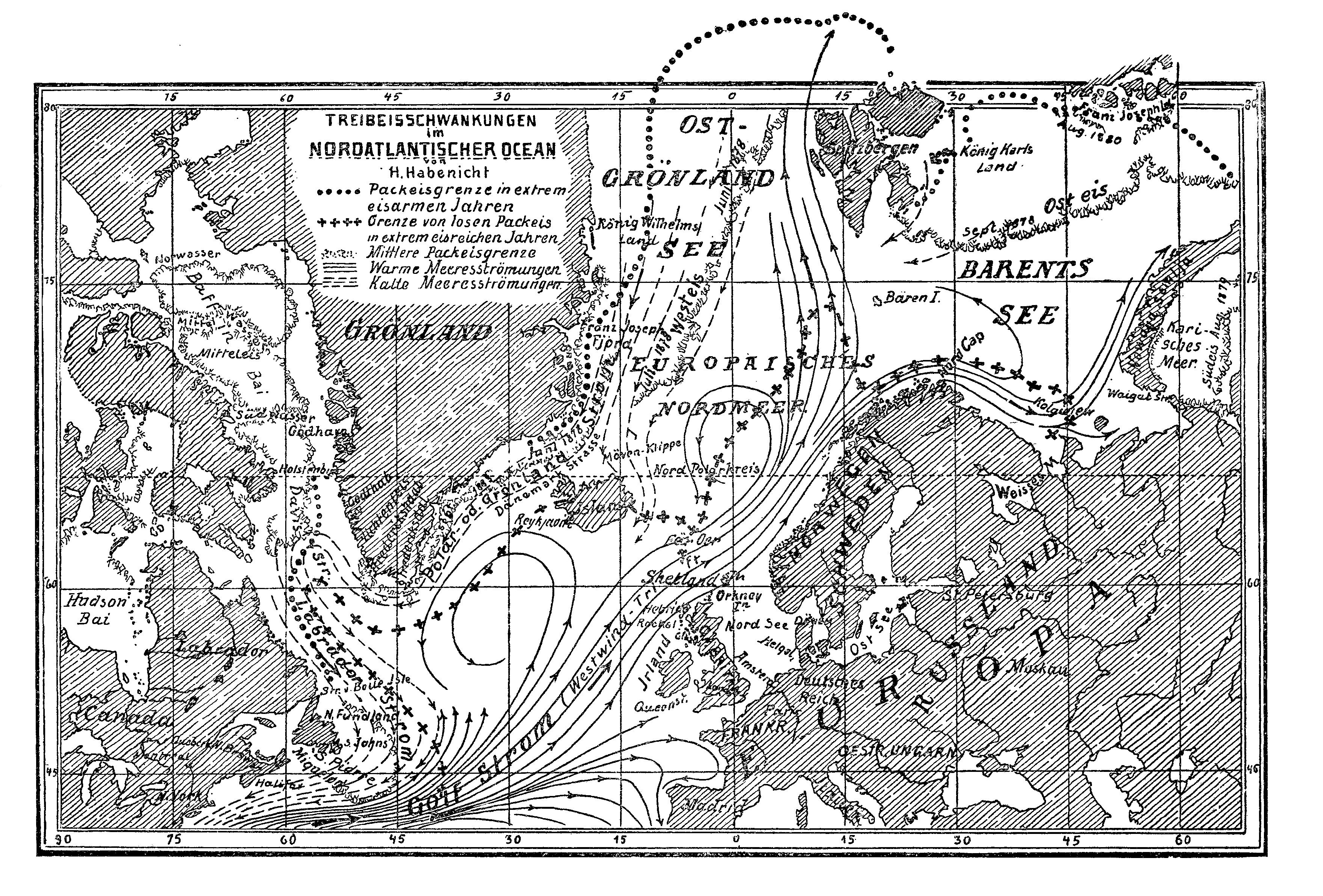
Hermann Habenicht, Treibeisschwankungen im Nordatlantischen Ozean (1899)

Habenichts Interessen waren nicht nur auf die Kartographie begrenzt, er hat sich auch mit anderen Einzelwissenschaften der Geowissenschaft beschäftigt. So versuchte er eine Zusammenfassung der Erkenntnisstände auf diesen Gebieten und eine kartographische Darstellung. Er wurde einer der herausragenden Persönlichkeiten unter den Kartographen der Gothaer Anstalt, für die er 55 Jahre lang tätig war.
Am 30. März 1917, knapp einen Monat nach seinem 73. Geburtstag, ist Hermann Habenicht gestorben.
Seine Grabstätte befindet sich auf dem Hauptfriedhof Gotha.